# Alicia Lourteig
Alicia Lourteig   (Buenos Aires, 17 de desembre de 1913 - Buenos Aires, 30 de juliol de 2003) va ser una botànica argentina, especialista mundial de les oxalidácies.

## Biografia
De pare francès i mare castellana, va fer tots els estudis a l'Argentina: acabà el batxillerat el 1932, Farmàcia el 1937, i el doctorat en Bioquímica i Farmàcia a la Facultat de Ciències Mèdiques de Buenos Aires el 1946.
Lourteig va treballar a l'Institut Miguel Lillo de Tucumán entre 1938 i 1946, i de 1938 a 1946 a l'Institut de Botànica Darwinion de San Isidro (província de Buenos Aires). Amb beques postdoctorals, va poder treballar en diversos estudis en els grans herbaris del món, incloent-hi els Reals Jardins Botànics de Kew (1948 - 1950), Estocolm (1950 - 1951), Copenhaguen (1951), Boston (1952 - 1953) i Washington DC (1953).
A requeriment de Jean-Henri Humbert (1887-1967), va ser reclutada per al CNRS el 1955, per treballar en el Laboratori de Fanerògames del Museu Nacional d'Història Natural de França, on començà la seva investigació com a Cap de Recerques el 1979, amb revisions taxonòmices de famílies presents a l'Argentina, plasmades en una vintena de publicacions produïdes entre 1939 i 1953.
Inicià els estudis sobre la flora de l'Argentina, estenent les seves recerques amb les famílies de les regions neotropicals i moderades. Col·laborà en el Suplement que va completar i actualitzar l'obra Flore de France, d'Hipòlit Coste.
Treballà activament en moltes societats científiques, entre les quals la Societat de Biogeografia, i va col·laborar també amb articles en la revista Lilloa. Participà també en els treballs de redacció del Codi internacional de nomenclatura botànica.
Lourteig va intervenir intensament en herbaris històrics com els d'Aimé Bonpland (1773-1858), José Celestino Mutis (1731-1808) i Charles Plumier (1646-1704). A més va fer missions exploratòries a Amèrica del Sud, estudis de la flora de les Terres Australs i Antàrtiques Franceses. Des de 1977 fins al 1994 va col·laborar com a tresorera en el projecte «Flora Neotropica». A partir de 1950, va participar en tots els Congressos Internacionals de Botànica.

## Reconeixements i epònims
Al XVI Congrés Internacional de Botànica celebrat a Sant Louis, Missouri, se li va concedir un dels vuit Premis del Mil·lenni.

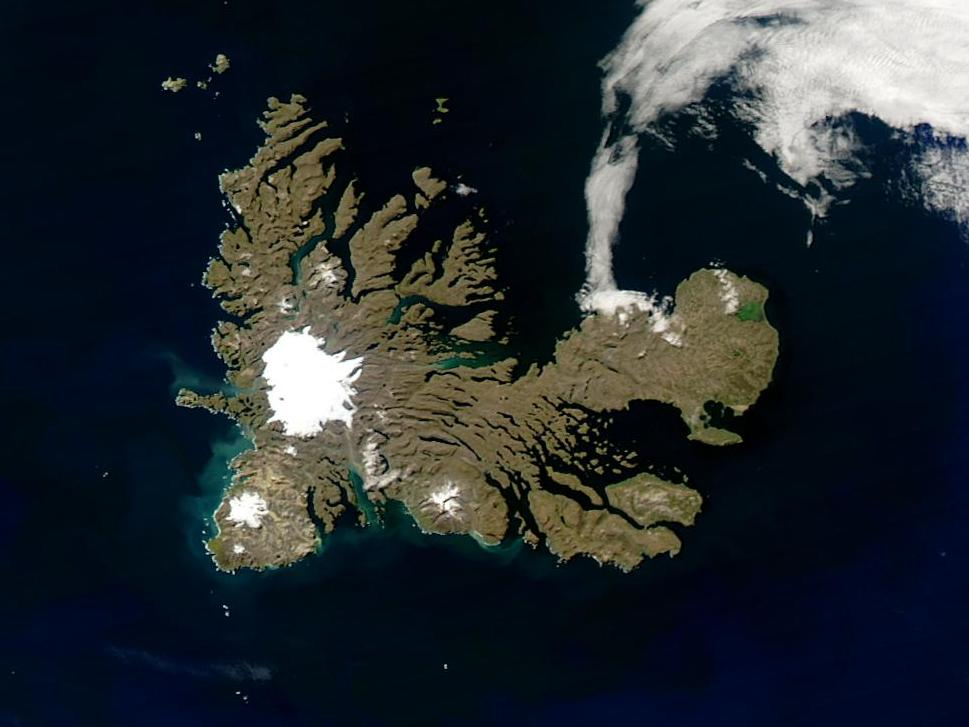
Les illes Kerguelen

El 1967 es va donar el seu nom a un dels llacs de l'arxipèlag de les illes Kerguelen: el Lac Alicia; i al 1979, a la ruta Mademoiselle Alicia Lourteig, de la Reserva Biològica de Sapitandura, al Brasil.
El nom científic d'unes vint espècies li van ser dedicat, i tres gèneres, entre els quals l'Alicia W.R.Anderson 2006 de Malpighiaceae. Va ser autora de més de 200 publicacions.

## Algunes publicacions
- a Lourteig, ca O'Donell. 1942. «Acalypheae argentinae (Euphorbiaceae)» Lilloa VIII
- 1943. «Euphoriaceae argentinae. Phyllantheae, Dalechampieae, Cluytiae, Manihoteae». Lilloa IX
- 1955. Las celastráceas de Argentina y Chile.
- 1956. Ranunculáceas de Sudamérica tropical.
- 1959. Ranunculus falcatus L., adventícia a l'Argentina.

Llibres
- sd Piedrahíta, a Lourteig. 1991. Génesis de una Flora. Ed. Academia Colombiana de Ciencias Exactas, Físicas y Naturales. 334 pp. ISBN 958-9205-01-1

- a Lourteig. 1977. Aimé Bonpland. Vol. 3, N.º 16 de Bonplandia. Universidad Nacional del Nordeste. Facultad de Ciencias Agrarias. 48 pp.

- 1963. Flora del Uruguay, Mayacaceae, Zygophyllaceae, Celastraceae, Lythraceae, Primulaceae. Mus. Nac de Hist. Nat., Montevideo. 38 pàg. 14 planxes
- diego Legrand, alicia Lourteig, lyman b. Smith. 1963. Flora del Uruguay: Ranunculaceae. Vol. 2 de Flora del Uruguay.
- 1958. Flora del Uruguay: Pteridophyta. Vol. 1 de Flora del Uruguay
- Horacio aúl Descole, carlos a. O'Donell, alicia Lourteig. 1940. Revisión de las zigofiláceas argentinas